# Web 2.0

Web 2.0

El terme Web 2.0 (emprat des del 2006 fins a l’actualitat) s’associa habitualment amb les aplicacions web que faciliten la compartició interactiva d’informació, el disseny centrat en l’usuari i la col·laboració dins el World Wide Web. Alguns exemples del Web 2.0 serien les comunitats basades en web, els llocs de P2P, els wikis i els blogs. Un lloc Web 2.0 permet interactuar amb altres usuaris o canviar el contingut del lloc; enfront dels llocs web no interactius on els usuaris es limiten a mirar passivament la informació que se'ls proporciona.
El concepte "Web 2.0" va ser esmentat per primer cop per O'Reilly Media el 2004, referint-se a la percepció que la segona generació de la Web es basava en comunitats i en serveis d'allotjament (hosting en anglès), com ara els espais web de treball en xarxa, les wikis, i Folksonomy folksonomies que faciliten la col·laboració i en el fet de compartir entre usuaris espais per a fotografies, textos i vincles amb altres "llocs Web" (Web-sites), els tres exemples més clars són Flickr, del.icio.us i Youtube. O'Reilly Media va titular una sèrie de conferències al voltant d'aquest concepte i des d'aleshores ha estat àmpliament adoptat.
Encara que el terme suggereix una nova versió de la Web, no fa referència a una actualització o evolució d'Internet o de la tecnologia específica de la World Wide Web, però sí que es refereix als canvis que es fan en l'ús de la plataforma. D'acord amb Tim O'Reilly, "Web 2.0 és la revolució del negoci en la indústria dels ordinadors causat per la mobilitat de la plataforma d'Internet, i un intent d'entendre les regles per a l'èxit sobre el que és nou a la plataforma" La web 3.0, suggerida per analogia, seria la web semàntica o intel·ligent, que selecciona els continguts d'acord amb les preferències de l'usuari alhora que en permet la interacció.
Alguns experts en tecnologia, principalment Tim Berners-Lee, han qüestionat el terme considerant que s'ha magnificat, molts dels components tecnològics de "Web 2.0" ja eren presents en la creació de la primera World Wide Web.
El terme va ser encunyat per Dale Dougherty de O'Reilly Media en una pluja d'idees amb Craig Cline de MediaLive per desenvolupar idees per a una conferència. Dougherty va suggerir que la web estava en un renaixement, amb regles que canviaven i models de negoci que evolucionaven. Dougherty va posar exemples - "DoubleClick era la Web 1.0; AdSense és la Web 2.0. Ofoto és Web 1.0; Flickr és Web 2.0." - En comptes de definicions, i va reclutar a John Battelle per donar una perspectiva empresarial, i O'Reilly Media, Battelle, i MediaLive va llançar la seva primera conferència sobre la Web 2.0 a l'octubre de 2004. La segona conferència es va celebrar l'octubre de 2005.
El 2005, Tim O'Reilly va definir el concepte de Web 2.0. Un mapa mental elaborat per Markus Angermeier resumeix la relació del terme Web 2.0 amb altres conceptes.
En la seva conferència, O'Reilly, Battelle i Edouard van resumir els principis clau que creuen que caracteritzen les aplicacions web 2.0: la web com a plataforma, dades com el "Intel Inside", efectes de xarxa conduïts per una "arquitectura de participació"; innovació i desenvolupadors independents, petits models de negoci capaços de redifondre serveis i continguts, la beta perpètua, programari per sobre d'un sol aparell.
En general, quan esmentem el terme Web 2.0 ens referim a una sèrie d'aplicacions i pàgines d'Internet que utilitzen la intel·ligència col·lectiva i la intercreativitat per proporcionar serveis interactius en xarxa.

## Web 2.0 VS Web 1.0
D'acord amb Tim O'Reilly, la Web 2.0 es pot comparar amb la Web 1.0 de la següent manera: 
| Web 1.0                         | Web 2.0                           |
| ------------------------------- | --------------------------------- |
| DoubleClick                     | Google AdSense                    |
| Ofoto                           | Flickr                            |
| Akamai                          | BitTorrent                        |
| mp3.com                         | Podcasting                        |
| Enciclopèdia Britànica          | Wikipedia                         |
| webs personals                  | blogging                          |
| evite                           | upcoming.org i EVDB               |
| especulació de noms de dominis  | optimització dels motors de cerca |
| pàgines vistes                  | cost per clic                     |
| screen scraping                 | serveis web                       |
| publicar                        | participació                      |
| sistema de gestió de continguts | wiki                              |
| directoris (taxonomia)          | etiquetes (folcsonomia)           |
| stickiness                      | sindicació                        |

## Eines 2.0

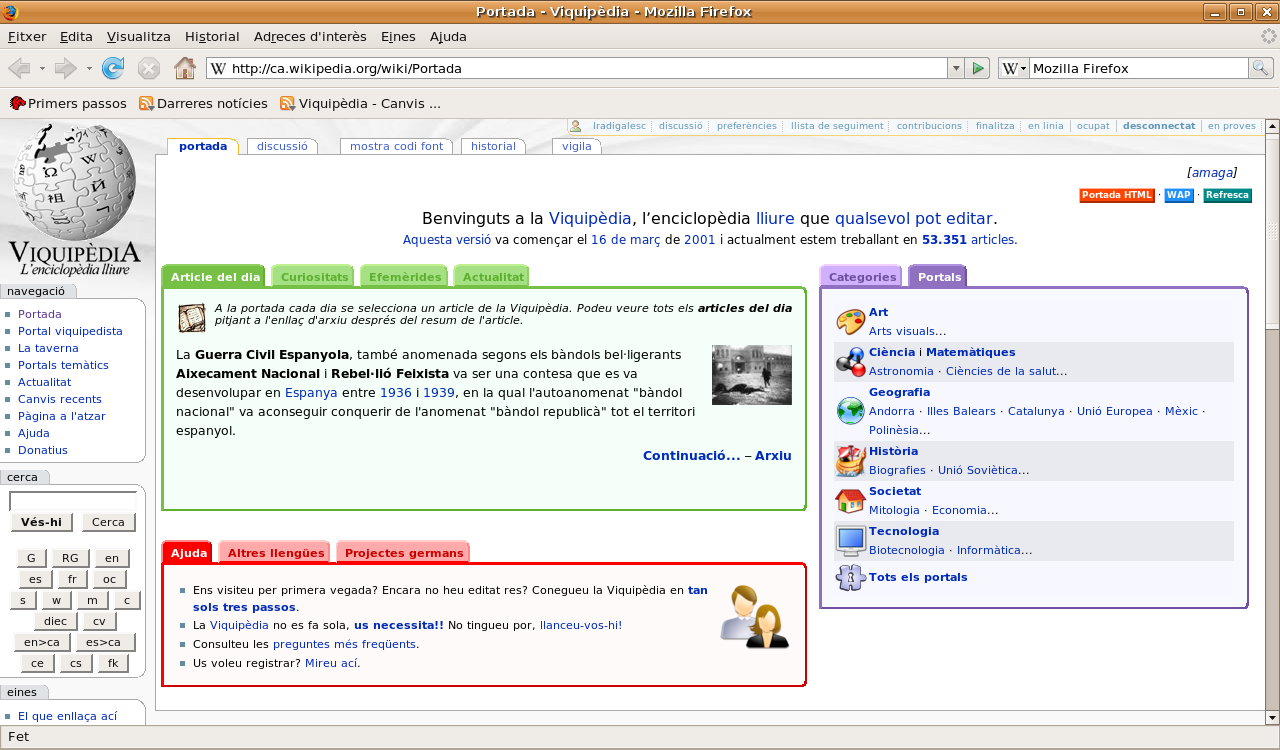
La Viquipèdia és un exemple de Web 2.0

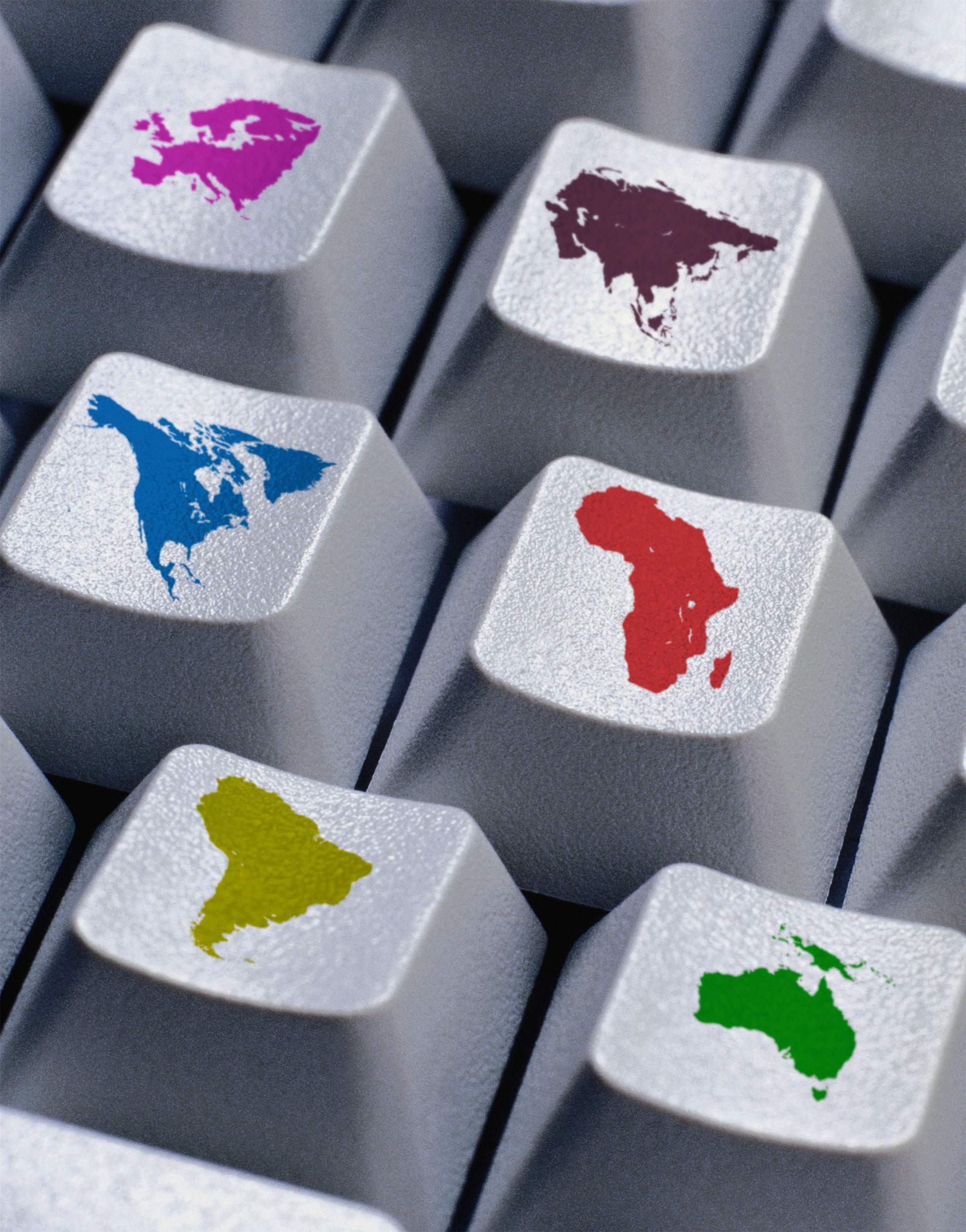
Els continents informatitzats.

Les eines 2.0 són aplicacions en línia amb funcionalitats gratuïtes que no requereixen instal·lació prèvia de programari. Estan orientades a desenvolupar i compartir recursos per part dels usuaris a través d’entorns de treball intuïtius. La majoria d’ aquestes aplicacions poden esdevenir instruments al servei de la docència i l'aprenentatge
- Blogs: un blog és un espai web personal en el que el seu autor (pot haver-hi més d’un) pot escriure cronològicament articles, notícies… (amb imatges i enllaços), però a més és un espai col·laboratiu on els lectors també poden escriure els seus comentaris a cada article (conegut com a entrada o post) que ha realitzat l’autor. La blogosfera és el conjunt de blogs que hi ha a internet. Com serveis per a la creació de blogs destaquen Wordpress i Blogger.
- Wikis: en hawaià "wiki" significa: ràpid, informal. Una wiki és un espai web corporatiu, organitzat mitjançant una estructura hipertextual de pàgines (que es troben referenciades en un menú lateral), on diverses persones elaboren continguts de manera asíncrona. Prou prémer el botó "editar" per accedir als continguts i modificar-los. Solen mantenir un arxiu històric de les versions anteriors i faciliten la realització de còpies de seguretat dels continguts. Hi ha diversos servidors de wikis gratuïts.
- Xarxes socials: llocs web on cada usuari té una pàgina on publica continguts i es comunica amb altres usuaris. Exemples: Facebook, Twitter, Tuenti, Hi5, Myspace, etc. També existeixen xarxes socials professionals, dirigides a establir contactes dins del món empresarial (LinkedIn, Xing, eConozco, Neurona...).
- Entorns per compartir recursos: entorns que ens permeten emmagatzemar recursos o continguts en Internet, compartir-los i visualitzar-los quan ens convingui. Constitueixen una immensa font de recursos i llocs on publicar materials per a la seva difusió mundial. Existeixen de diversos tipus, segons el contingut que alberguen o l'ús que se'ls dona: 
  - Documents: Google Drive i Office Web Apps (SkyDrive), en els quals podem pujar els nostres documents, compartir-los i modificar-los.
  - Videos: Youtube, Vimeo, Dailymotion, Dalealplay... Contenen milers de vídeos pujats i compartits pels usuaris.
  - Fotos: Picasa, Flickr... Permeten gaudir i compartir les fotos també tenim l'oportunitat d'organitzar les fotos amb etiquetes, separant-les per grups com si fossin àlbums, podem seleccionar i guardar a part les fotos que no volem publicar.
  - Agregadors de notícies: Digg, Meneame... Notícies de qualsevol mitjà són agregades i votades pels usuaris.
  - Emmagatzematge online: Dropbox,[5] Google Drive, SkyDrive
  - Presentacions: Prezi, Slideshare.
  - Plataformes educatives
  - Aules virtuals (síncrones)
  - Enquestes en línia

## Conseqüències de la Web 2.0
La Web 2.0 ha originat la democratització dels mitjans fent que qualsevol persona tingui les mateixes possibilitats de publicar notícies que un periòdic tradicional. Grups de persones creen blogs que poden rebre més visites que les versions online de molts periòdics. La Web 2.0 ha reduït considerablement els costos de difusió de la informació. Al dia d'avui podem tenir gratuïtament la nostra pròpia emissora de ràdio online, el nostre periòdic online, el nostre canal de vídeos, etc. En augmentar la producció d'informació n'augmenta la segmentació, la qual cosa equival al fet que els usuaris puguin accedir a continguts que tradicionalment no es publiquen en els mitjans convencionals.
El pas dels anys ha consolidat les pràctiques positives de la web social i també ha propiciat pràctiques que han estat criticades per determinats segments de la societat. Els aspectes més positius de la web social són aquells que tenen a veure amb el bé comú: l'accés més igualitari dels ciutadans a la cultura, la vindicació d'un coneixement col·lectiu, l'ampliació de la capacitat participativa dels ciutadans o l'emergència de nous prescriptors.
La web social també ha creat pràctiques criticades o resistides per determinats sectors de la ciutadania, com l'enriquiment de les multinacionals de la comunicació degut a l'emmagatzematge de dades d'hàbits de consum i el monitoratge del comportament dels usuaris; o bé el que Nicholas G. Carr anomena la pèrdua de facultats com la concentració o el cultiu de la memòria i el pensament crític; o bé l'explotació de dades personals d'usuaris.
En el món educatiu, la incorporació de la Web 2.0 a les aules pot ser una bona oportunitat per a replantejar-se qüestions necessàries (noves competències, col·laboració...) pel que fa l'ensenyament i l'aprenentatge en els centres educatius del segle XXI.

## Web 1.0
El Web 1.0 era una etapa primerenca de l'evolució conceptual de la World Wide Web, al voltant d'un enfocament de dalt a baix a la utilització del web i la seva interfície d'usuari. Socialment, els usuaris només podien veure pàgines web, però no contribueixen al contingut de les pàgines web. Segons Cormode, G. i Krishnamurthy, B. (2008): "els creadors de continguts eren pocs en Web 1.0 amb la gran majoria dels usuaris simplement actuen com a consumidors de contingut." Tècnicament, la informació del web 1.0 restringeix l'edició externa. Per tant, la informació no és dinàmica, s'actualitza només pel webmaster. Econòmicament, els ingressos generats del web es concentraven en els webs més visitats i en els cicles d'actualització de programari. Tecnològicament, el Web 1.0 es concentra en la presentació, i no en la creació de manera que el contingut generat per l'usuari mai estava disponible.